# Antonio La Torre Giordano
Antonio La Torre Giordano (Barcellona Pozzo di Gotto, 20 settembre 1968) è uno storico del cinema, critico cinematografico e saggista italiano.

## Biografia
Vive e lavora a Palermo, dopo un periodo in Lombardia, e ha conseguito la laurea in Storia del cinema presso la Civica Scuola di Cinema Luchino Visconti di Milano. È membro del Sindacato Nazionale Critici Cinematografici Italiani (SNCCI) e dell'Associazione Italiana per le Ricerche di Storia del Cinema (AIRSC). Insegna a contratto Didattica e Storia del cinema, del precinema e dell’audiovisivo in diversi istituti scolastici.
 

La sua attività di ricerca spazia dalla storia del cinema italiano a quello internazionale, ed è stato il primo a sistematizzare il cinema protogiallo italiano (secondo Enrico Magrelli, trovando «una felice espressione di “placenta culturale” dove il protogiallo trova il suo nutrimento essenziale», sulle prime Case di produzione del giallo), con particolare riferimento alla produzione che va dal cinema muto al primo film giallo italiano, La ragazza che sapeva troppo (1963), di Mario Bava.

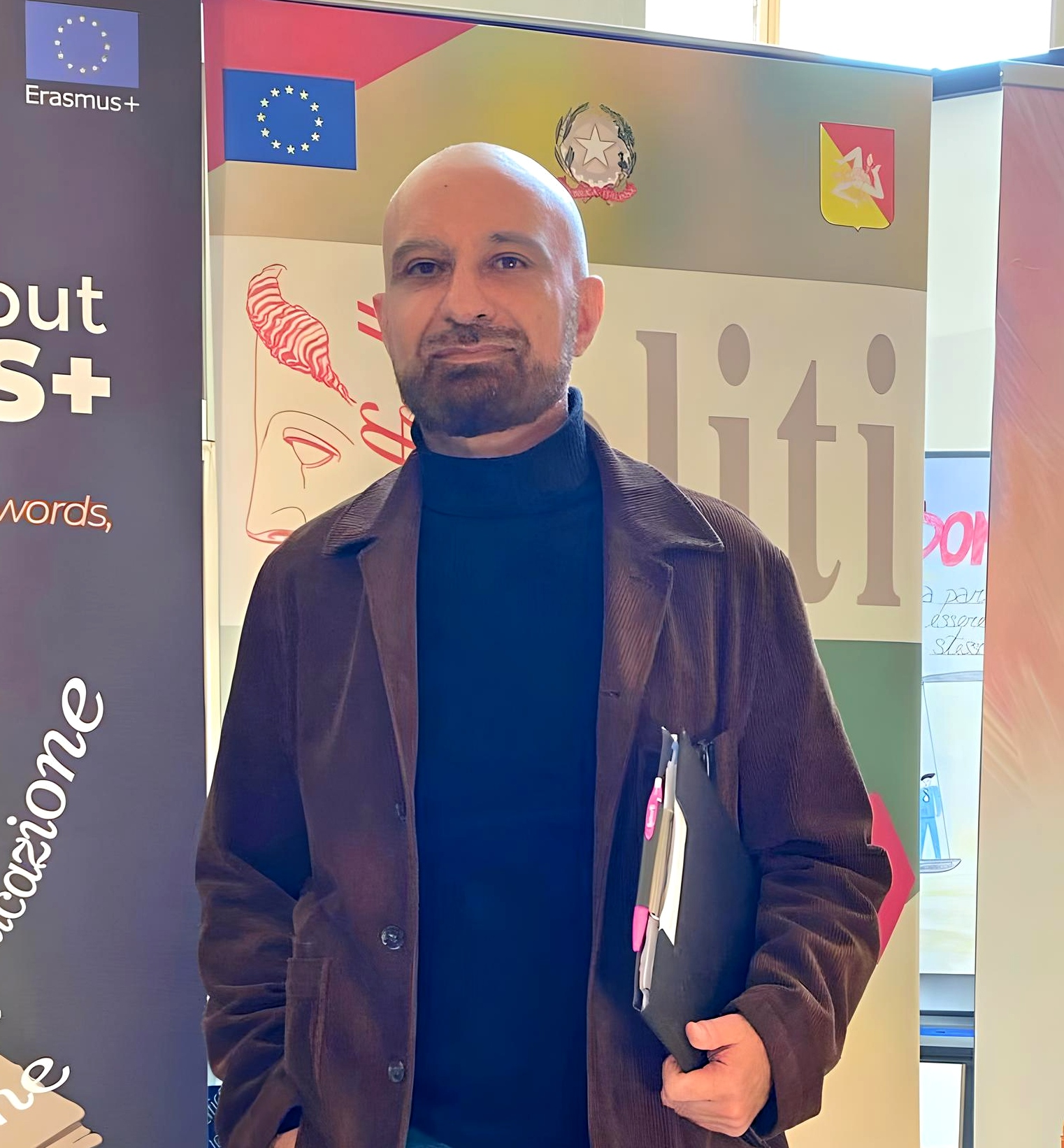
Antonio La Torre Giordano in un seminario di studi cinematografici nel 2025

La sua opera integra la letteratura cinematografica con un metodo interdisciplinare su aspetti storici e sociologici specifici, come la polarizzazione della società italiana rispetto alle opere prodotte, sulla quale The Times lo intervista alla vigilia della messa in onda della miniserie televisiva del 2025 Il Gattopardo, in un confronto con l'omonimo film di Luchino Visconti del 1963. Il suo saggio Il Gattopardo. I sessant'anni del film tra arte, media e società (2023), pubblicato nel 60° del film, ha vinto il Premio letterario Giuseppe Tomasi di Lampedusa a latere nel 2024.
Nel cinema muto italiano ha ricostruito la figura del pioniere Raffaello Lucarelli e recuperato una parte importante delle informazioni storico-documentali sul cinema prodotto in Sicilia, esaminando minuziosamente archivi e biblioteche, e integrando i risultati a quelli già censiti da storici come Gian Piero Brunetta, Aldo Bernardini, Vittorio Martinelli, Nino Genovese e Sebastiano Gesù. Le ricerche sono state messe a punto e pubblicate in Raffaello Lucarelli il Lumière di Sicilia. La vera storia del cineasta umbro, volume che ha ottenuto il primo Premio di Arte e Cultura Siciliana "Ignazio Buttitta" 2025, XXVIª edizione, nella Valle dei Templi di Agrigento.
Coopera con Rai Storia, Rai Cultura e con diverse riviste specializzate come Rivista del Cinematografo, Cinecritica, Diari di Cineclub, Gattopardo, etc. Ha scritto diverse sceneggiature e ha collaborato alla realizzazione di Ennio (2021) di Giuseppe Tornatore, Uno, nessuno, cento Nino (2021) di Luca Manfredi, Steno (2022) di Raffaele Rago, e diversi altri documentari.
Nel 2020 ha curato la mostra Salus populi. Epidemia e cura: dalle carte d'archivio al cinema, promossa dal Ministero della cultura / Direzione generale Cinema e audiovisivo e dalla Soprintendenza archivistica della Sicilia – Archivio di Stato di Palermo, basata sul cinema e i temi della pandemia con focus su opere come Il ponte dei sospiri (1940), I promessi sposi (1941), Il bravo di Venezia (1941), La storia di una capinera (1943), Il settimo sigillo (1957) e La maschera della morte rossa (1964).
Per promuovere la storia del cinema e il suo legame con i fumetti, ha sviluppato le collane editoriali "Cinefocus" in collaborazione con Edizioni Lussografica e "I Classici del Cinema a Fumetti", presentata al Fantafestival 2024. Inoltre, ha diretto gli annuari di "Archeologia del Cinema" per l'Archivio Siciliano del Cinema, di cui è direttore, e il Ministero della cultura.

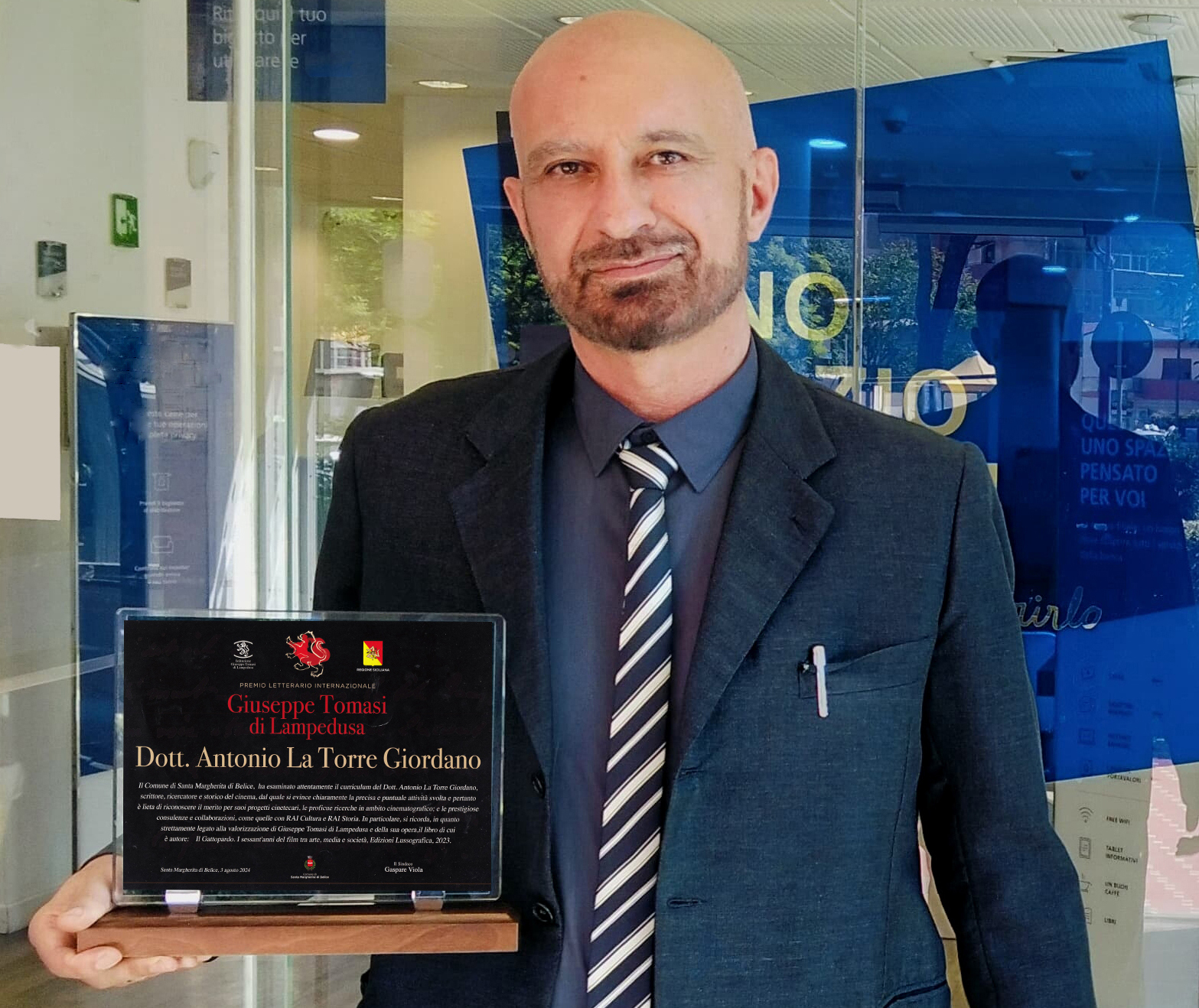
Antonio La Torre Giordano nel 2024 riceve il Premio letterario Giuseppe Tomasi di Lampedusa (a latere), XIXª edizione. ^{(foto di Giuseppe Giammalva)}

Come autore e opinionista cinematografico, ha partecipato a numerosi programmi televisivi e radiofonici, tra cui il TGR su Rai 3, Wonderland su Rai 4 e Hollywood Party su Rai Radio 3.

## Opere
- Luci sulla città. Palermo nel cinema dalle origini al 2000 (Cinefocus, Edizioni Lussografica, 2020), prefazione di Goffredo Fofi, ISBN 978-8882435189
- Cinema protogiallo italiano. Da Torino alla Sicilia, la nascita di un genere (1905-1963) (Cinefocus, Edizioni Lussografica, 2022), prefazione di Enrico Magrelli, ISBN 978-8882435455
- Beati Paoli Archives. Cinema e media (Cinefocus, Edizioni Lussografica, 2022), prefazione di Marcello Benfante, ISBN 978-8882435578
- Il testamento fantastico. Cinema espressionista tedesco (1913-1935) (Cinefocus, Edizioni Lussografica, 2022), prefazione di Roberto Chiesi, ISBN 978-8882435585
- Il Gattopardo. I sessant’anni del film tra arte, media e società (Cinefocus, Edizioni Lussografica, 2023), prefazione di Melo Freni, postfazione di Fabrizio Catalano, con intervista a Gioacchino Lanza Tomasi, ISBN 978-8882435714
- I cavalieri dalle maschere nere (I Beati Paoli) (con Fabrizio Di Blasi e Stanislao Rizzuto, I Classici del Cinema a Fumetti, n. 1, Edizioni Lussografica, 2024), prefazioni di Marcello Rossi e Ivan Scinardo, ISBN 978-8882435981
- Le stranezze di Andò, in M. Patanè (a cura di): "Diario senza date o cronache senza tempo" e "Viaggio segreto tra appunti confidenziali" (Cinefocus, Edizioni Lussografica, 2024), con Jean A. Gili, Emiliano Morreale, Fulvia Caprara, Fabio Ferzetti, Roberto Chiesi, etc., pp. 47-51 e 63-68,  ISBN  978-8882436001

- Amicus. La storia cinematografica completa (Weird Book, 2024), prefazione di Rudy Salvagnini, ISBN 979-1281603196
- Raffaello Lucarelli il Lumière di Sicilia. La vera storia del cineasta umbro (Edizioni Lussografica, 2024), prefazioni di Fabio Melelli e Denis Lotti, ISBN 978-8882436018

## Riconoscimenti
- 2022: 1° Premio “Cult” assegnato da RAI 4, in Wonderland (programma televisivo), nell’ambito della classifica dei libri di critica cinematografica, assegnato al libro Cinema protogiallo italiano. Da Torino alla Sicilia, la nascita di un genere (1905-1963) (Edizioni Lussografica, 2022).[31]
- 2023: 1° Premio assoluto nella categoria “Testo critico di argomento cinematografico” nell’ambito della XXXVª edizione del Fano International Film Festival con il volume di critica cinematografica ll testamento fantastico. Cinema espressionista tedesco (1913-1935) (Edizioni Lussografica, 2022).[32]
- 2024: Attestato di riconoscimento dalla A.C. Pier Paolo Pasolini di Matera per le «proficue ricerche storiche in ambito cinematografico e le attività svolte in qualità di Direttore dell’Archivio Siciliano del Cinema» di Palermo.[33]
- 2024: Premio Letterario Internazionale Giuseppe Tomasi di Lampedusa, nell’ambito della XIXª edizione, conferito a latere per il volume di critica cinematografica Il Gattopardo. I sessant’anni del film tra arte, media e società (Edizioni Lussografica, 2023), e per le attività svolte in materia di scrittura, ricerca e storia del cinema.[34]
- 2025: 1° Premio Arte e Cultura Siciliana "Ignazio Buttitta", nell'ambito della XXVIª edizione, Sezione cinema, assegnato per il volume di critica cinematografica Raffaello Lucarelli il Lumière di Sicilia. La vera storia del cineasta umbro (Edizioni Lussografica, 2023).[35]